# Masterplan
Masterplan — немецкая пауэр-метал-группа. Основана гитаристом Роландом Граповым и барабанщиком Ули Кушем после их увольнения из Helloween в 2001 году. На данный момент группа полностью интернациональна и базируется в Словакии.

## История
Когда в 2001 году гитарист Роланд Грапов (Roland Grapow) и барабанщик Ули Куш (Uli Kusch) из-за внутренних разногласий покинули ряды Helloween во время " The Dark Ride Tour ", они решили сформировать параллельный проект. Название было предложено одним из поклонников Trevino Garza, которое оказалось вполне подходящим, поскольку у всех музыкантов за плечами был солидный опыт работы на рок-сцене. Впоследствии Роланд пригласил клавишника Янне Вирмана, который тогда играл в группе Children of Bodom. На вокал был приглашен Рассел Аллен, но он должен был отклонить приглашение, так как был занят в его собственной группе Symphony X. Второе приглашение было сделано для Михаэля Киске, который также отклонил предложение, утверждая, что он хотел бы держаться подальше от метал-сцены. Певец Йорн Ланде, закончивший к тому времени свою деятельность в рядах американо-норвежской группы Ark, известной по ставшему культовым среди поклонников прогрессивного металла альбому  Burn The Sun , принял приглашение и с 2002-го стал официальным вокалистом новой группы.
Их первый одноименный полноформатный альбом  Masterplan был выпущен в 2003. Продюсировал альбом именитый Энди Снип. Группа на тот момент состояла из Грапова , Куша и Ланде.
Основная часть клавишных партий на альбоме была аранжирована и запрограммирована Роландом и Ули, в то время как клавишник Янне «Warman» Вирман сделал запись некоторых сессий для альбома, но не мог остаться как постоянный участник из-за его обязательств перед Children of Bodom. Аксел Маккенротт заменил его на гастролях и с тех пор стал постоянным участником группы. Басист Юрген Аттиг (Casanova) помог с некоторыми басовыми партиями на записях, но Грапов сам исполнил все основные басовые партии для альбома. Для гастролей и последующих записей был нанят Ян-Серен Экерт в качестве постоянного участника.
Группа получила «European Border Breakers Award» от Европейской комиссии в 2004 за альбом, успешно дебютировавшего в Европе.
В январе 2005 Materplan выпустили свой второй альбом, Aeronautics еще раз спродюсированный Энди Снипом. После записи двух успешных альбомов и последовавших за ними туров, при записи третьего альбома группа рассталась с вокалистом Йорн Ланде, цитируя в качестве причины «музыкальные разногласия». Разногласия были дружественно урегулированы, в результате чего, Ланде согласился отыграть четыре ранее запланированных живых выступления прежде, чем уйти, хотя два из них были, в конечном счете, отменены организаторами. Пока велись поиски нового фронтмена, 4 октября 2006 ряды Masterplan по непонятным причинам покинул и сам Куш, заявив об этом в интервью Darkside.ru. Кадровый вопрос разрешился довольно быстро, и уже в октябре 2006-го в команде объявились вокалист Майк Димео (экс-Riot, The Lizards) и барабанщик Майк Террана (Rage, Metalium, Yngwie Malmsteen, Axel Rudi Pell).
Группа совершила турне с Saxon в поддержку «Inner Sanctum tour», выступив у них на разогреве. 26 февраля 2007 был выпущен третий альбом группы, соответственно названный  MK II. На сей раз альбом был произведен самим Роландом Граповым, в его собственной студии в Словакии. Альбом был записан в сентябре и октябрь 2006.
11 января 2009 Майк Димео подтвердил на своей странице в MySpace, что покидает Masterplan. 25 июля 2009, группа, наконец, объявила, что Йорн Ланде вернулся в Masterplan.
16 апреля 2010 вышел сингл, названный Far From the End of the World, который был выпущен в преддверии нового четвертого альбома, Time to Be King, опять спродюсированный в студии Роланда Грапова. 13 июля 2011 группа объявила на своем официальном сайте, что они пишут песни для нового пятого альбома. Релиз, которого ориентировочно в марте 2013.
В июле 2012 было объявлено, что новым барабанщиком станет Мартин Скарупка (Cradle of Filth), который сыграет на новом альбоме Masterplan. В начале ноября, было объявлено, что Рик Алтци и Яри Кайнулайнен заменят Йорна Ланде и Яна Экерта на новом альбоме. В ноябре 2012, Грапов дал интервью главному редактору Metal Shock Finland's Мохсену Фейязи, ответив на все интересующие вопросы.
21 февраля 2013 группа объявила название нового альбома — Novum Initium, и дату выхода — 14 июня 2013 на немецком лейбле AFM Records.

## Дискография

### Студийные альбомы
- Masterplan (2003)
- Aeronautics (2005)
- MK II (2007)
- Time To Be King (2010)
- Novum Initium (2013)
- PumpKings (2017)

### Концертные альбомы
- Keep Your Dream aLive (2015)[11]

### Синглы
- Enlighten Me (2002)
- Back For My Life (2004)
- Lost and Gone (2007)
- Far From the End Of the World (2010)

## Состав

### Текущий состав
- Рик Алтци — вокал (с 2012)
- Роланд Грапов — гитара (с 2001, основатель)
- Аксел Макенрот — клавиши (с 2002)
- Яри Кайнулайнен — бас-гитара (с 2012)
- Мартин Шкарупка — барабаны (с 2012)

### Бывшие участники
- Йорн Ланде — вокал (2003—2006, 2009—2012)
- Майк Димео — вокал (2006—2009)
- Ян С. Экерт — бас-гитара (2003—2012)
- Ули Куш — барабаны (2001—2006, основатель)
- Майк Террана — барабаны (2006—2012)

## Приглашённые и сессионные музыканты
- Михаэль Киске — вокал в песне «Heroes» из альбома "Masterplan, 2003 г.
- Ферди Дойренберг — клавиши в песне «Into The Light» из альбома «Masterplan», 2003 г.
- Рассел Аллен — вокал на демо, 2001 г.
- Юрген Аттиг — сессионная бас-гитара, 2002 г.
- Янне Вирман — сессионные клавиши, 2002 г.